# Tres músicos (Picasso)

Reproducción de "Tres Músicos" (versión del Museo de Arte Moderno de Nueva York) en una estampilla hindú de 1982
Cuadro original:óleo sobre lienzo, 200,7 × 222,9 cm

Tres músicos es el título de 2 óleos similares del artista español Pablo Picasso. Ambos se completaron en 1921 en Fontainebleau, cerca de París, Francia, y ejemplifican el estilo cubista sintético. Los colores planos y la "composición intrincada similar a un rompecabezas" hacen eco de los arreglos de papel recortado con los que se originó el estilo. Cada una de estas pinturas representa a 3 músicos con máscaras en la tradición del popular teatro italiano Commedia dell'arte.
Cada pintura presenta un Arlequín, un Pierrot y un monje, que generalmente se cree que representan a Picasso, Guillaume Apollinaire y Max Jacob, respectivamente. Apollinaire y Jacob, ambos poetas, habían sido amigos cercanos de Picasso durante la década de 1910.
Una versión se encuentra en la colección permanente del Museo de Arte Moderno de Nueva York (MoMA). La otra versión está en el Museo de Arte de Filadelfia.